# Казанковская (угольная компания)
ЗАО «Угольная компания „Казанковская“» — угольная компания в городе Новокузнецке Кемеровской области, собственниками которой на паритетной основе являются ОАО «Магнитогорский металлургический комбинат» и ЗАО Угольная компания «Южкузбассуголь». . C января 2013 года полностью контролируется Южкузбассуглем. В апреле 2014 года компания была приобретена Кипрской компанией LehramCapital. В настоящее время добыча угля приостановлена.
ЗАО «Угольная компания „Казанковская“» владеет:
- шахтой «Тагарышская» с балансовыми запасами угля марки Г около 40 млн.тонн, фактическая добыча которой в 2007 году составила 926 тыс.тонн
- лицензией на право пользования недрами участка Куреинского каменноугольного месторождения с предварительно разведанными запасами углей марок К, КС, ОС, ТС в объеме 425 млн.тонн.

В настоящее время шахта не работает